# 塞勒姆 (蒙特塞拉特)
塞勒姆（英語：Salem）是英国在加勒比海的海外属地蒙特塞拉特中人口最多的一座城镇，人口约1,140人。其位于该岛北部中伍德兰兹、科克希尔和旧镇的附近。
塞勒姆于1997年撤离岛民，但现已重新居住。
1. ↑  http://www.caribank.org/uploads/2012/12/Montserrat-2009-vol-1_v7.pdf